# Matthew Lillard
Matthew Lyn Lillard, född 24 januari 1970 i Lansing, Michigan, är en amerikansk skådespelare, som bland annat har spelat rollerna som Stu Macher i Scream (1996) och Shaggy Rogers i Scooby Doo (2002) samt Scooby Doo 2 – Monstren är lösa (2004). Han gör även rösten till den sistnämnda karaktären i många animerade filmer om just Scooby-Doo.

## Filmografi (i urval)
- 1994 – Serial Mom
- 1995 – Hackers
- 1996 – Scream
- 1999 – She's All That
- 2000 – Kärt besvär förgäves
- 2001 – Thirteen Ghosts
- 2001 – Summer Catch
- 2002 – Scooby Doo
- 2004 – Wicker Park
- 2004 – Without a Paddle
- 2004 – Scooby Doo 2 – Monstren är lösa
- 2008 – Extreme Movie
- 2009 – The Pool Boys
- 2011 – The Descendants
- 2013 – The Bridge (TV-serie)
- 2017 – Twin Peaks (TV-serie)
- 2018 – Good Girls (TV-serie)
- 2021 – He's All That
- 2022 – Scream
- 2023 – Five Nights at Freddy's
- 2024 – The Life of Chuck
- 2025 – Five Nights at Freddy's 2
- 2026 – Scream 7